# Chim mào bắt rắn chân đen
Chim mào bắt rắn chân đen (Chunga burmeisteri) là một loài chim trong Họ Chim mào bắt rắn (Cariamidae). Chúng được tìm thấy ở Argentina, Bolivia và Paraguay. Môi trường sống tự nhiên của chúng là các khu rừng khô nhiệt đới hoặc cận nhiệt đới và vùng cây bụi khô nhiệt đới hoặc cận nhiệt đới.
Chúng là các loài chim sinh sống trên đất liền và chủ yếu là đi lại trên mặt đất hơn là bay (mặc dù chúng có thể bay một quãng ngắn). Chúng có chân, cổ và đuôi dài nhưng các cánh ngắn, phản ánh đúng cung cánh sống của chúng. Các loài chim này có bộ lông nâu với mỏ ngắn và mào thẳng đứng. Chúng là động vật ăn tạp. Chế độ ăn gồm các loài gặm nhấm, chim, côn trùng, rắn và thằn lằn, cũng như các loại thực vật. Loài này làm tổ trên cây và cũng đẻ hai trứng.
Loài chim mào này có vuốt thứ hai có thể duỗi thẳng mà chúng có thể nhấc lên khỏi mặt đất. Mặc dù nó tương tự như vuốt hình liềm của một chi khủng long là Velociraptor (tốc long hay linh đạo long) và các họ hàng gần của nó, nhưng các vuốt của chim mào không đủ cong để có thể coi là một loại vũ khí thật sự.

## Mối quan hệ với con người
Nông dân ở Nam Mỹ thường bắt những con non từ hoang dã, và thuần hóa chúng. Sau đó, chúng được huấn luyện để bảo vệ trang trại khỏi những thú săn mồi tiềm năng, chẳng hạn như cáo.
Loài chim này rất hung hăng, và được biết là thường tấn công con người, đặc biệt là khi bảo vệ con của chúng.